# Jorrit Ruijs
Jorrit Ruijs (Oss, 28 september 1980) is een Nederlands acteur.

## Biografie
Jorrit Ruijs (1980) volgde een klassiek balletopleiding aan de Royal Academy of Dance en studeerde daarnaast af aan de  Toneelschool Amsterdam. Hij liep stage bij Toneelgroep Amsterdam in een regie van Ivo van Hove en was twee jaar verbonden aan Het Zuidelijk Toneel. In Roberto Zucco van Toneelgroep De Appel en  Don Carlos van Huis aan de Amstel speelde hij de titelrollen en ook in de musicals  Hair, geregisseerd door Marcus Azzini en  Ciske de Rat van Stage Entertainment speelde hij diverse hoofdrollen. Bovendien is Jorrit vanaf de wereldpremière in 2010 als acteur betrokken bij Soldaat van Oranje waar hij de rol speelt en danst van Bram Goudsmit.
Vanaf oktober 2016 speelt hij de hoofdrol Scar in het AFAS Circustheater in Scheveningen, in de wereldberoemde musical The Lion King.
In Nijinsky - gek van dans, geregisseerd door Peter de Baan en gechoreografeerd door Toer van Schayk, combineerde Jorrit zijn beide opleidingen als danser en acteur. Met zijn succesvolle, door hem zelf geschreven voorstelling Het temmen van de Faun op het Amsterdam Fringe Festival, in een eindregie van Titus Tiel Groenestege, ging zijn onderzoek naar de combinatie tussen dans en spel verder. Naast het Fringe Festival speelde hij ook op Oerol Festival, meerdere malen op theaterfestival De Parade en was hij te zien in De laatste zomer in het openluchttheater in het Amsterdamse Bos. Met het gezelschap Fantasten maakte Jorrit de bewegingstheatervoorstellingen Isolement en Honger.
Op televisie is Ruijs momenteel te zien in de dagelijkse late night soap De Spa. Hierin speelt hij de rol van Bastiaan Vonk. Verder speelde Jorrit een vaste rol in de serie Bloedverwanten en recentelijk de hoofdrol in Motief voor moord. Daarnaast had hij verschillende rollen in o.a. Kinderen geen bezwaar, Van God Los en Goede tijden, slechte tijden. Ook speelde hij in de (tele)films: Het negende uur,  Het leven uit een dag, regisseur; Mark de Cloe en Beat, regisseur; David Verbeek (International Film Festival Rotterdam (2004).
Ruijs sprak stemmen in voor de animatiefilm La peur du loup en was te zien in de videoclip "This Plan" van de band Moke.
In 2019 was Ruijs als Annabert te zien in de televisieserie Nieuwe buren.

## Film en televisie
- 2023 - Bon Bini: Bangkok Nights - bankman
- 2022 - Het jaar van Fortuyn - Herman Dikkers
- 2019 - Nieuwe buren
- 2018 - SpangaS Op zomervakantie
- 2017 - De Spa
- 2015 - Motief voor moord
- 2015 - Gliese 581
- 2014 - Bloedverwanten
- 2013 - Kinderen geen bezwaar, Patrick (2 afleveringen)
- 2012 - Bloedverwanten
- 2011 - Walhalla (komedieserie)
- 2011 - Van God Los
- 2009 - Videoclip "This Plan" van de band Moke
- 2009 - Het leven uit een dag (film)
- 2008 - Flikken Maastricht
- 2008 - Echte liefde
- 2006 - Spoorloos verdwenen
- 2004 - Ernstige Delicten
- 2004 - Beat, David Verbeek (film)
- 2000 - Uit![bron?]
- 2000 - Blauw-blauw

## Theater
- 2003 - Roberto Zucco - Roberto Zucco[bron?]
- 2004 - Don Carlos - Don Carlos
- 2005 - Nijinksy - gek van dans - Leonid Massine
- 2005 - 2007 - Het Zuidelijk Toneel
- 2007 - Hair - Claude
- 2009 - Ciske de Rat - hoofdinspecteur Muysken, understudy Meester Bruijs, understudy Vader Frans Vrijmoeth (vader Ciske)
- 2010 - Soldaat van Oranje - Bram Goudsmit
- 2013 - Isolement
- 2014 - Gif
- 2014 - De laatste zomer
- 2014 - Het temmen van de Faun
- 2015 - Willem Ruis, de show van zijn leven - Bob, de regisseur
- 2016 - Honger
- 2016 - The Lion King - Scar
- 2019 - Lazarus - Zach